# Ostracion rhinorhynchos
 Ostracion rhinorhynchos és una espècie de peix de la família dels ostràcids i de l'ordre dels tetraodontiformes.

## Morfologia
- Els mascles poden assolir 35 cm de longitud total.[2][3]

## Alimentació
Menja invertebrats bentònics.

## Hàbitat
És un peix marí, de clima tropical i associat als esculls de corall que viu entre 35-50 m de fondària.

## Distribució geogràfica
Es troba des de l'Àfrica oriental fins a Indonèsia, el sud del Japó i el nord d'Austràlia.